# Farmanieh
Farmanieh (aussi orthographié Farmaniye) est un district situé dans Shemiran, Téhéran, Iran centré autour de la rue Farmanieh.

## Histoire
Farmanieh était une propriété du premier ministre Abdol Hossein Mirza Farmanfarma, de la dynastie Qajar, qui a été gouverneur de 1915 à 1916, et qui a donné son nom à la ville. Au fil des ans, le domaine a été partagé entre les membres de la famille et plusieurs parcelles ont été vendues au grand public.
Au cours des dernières années du XXe siècle, la région a connu une forte urbanisation et la voie rapide Sadr (en) a été construite au sud du district.

## Éducation
L'École italienne Pietro Della Valle est établie à Farmanieh.